# Archips argyrospila
Archips argyrospila es una especie de polilla del género Archips, tribu Archipini, familia Tortricidae. Fue descrita científicamente por Walker en 1863.

## Descripción
La longitud de las alas anteriores es de 7-12 milímetros.

## Distribución
Se distribuye por Canadá y Estados Unidos.